# Closterus
Closterus är ett släkte av skalbaggar. Closterus ingår i familjen långhorningar.

## Dottertaxa tillClosterus, i alfabetisk ordning[1]
- Closterus ankaranensis
- Closterus australis
- Closterus boppei
- Closterus breviramis
- Closterus castaneus
- Closterus concisiramis
- Closterus damoiseaui
- Closterus denticollis
- Closterus depressicornis
- Closterus elongatus
- Closterus extensiramis
- Closterus flabellicornis
- Closterus fossides
- Closterus gibbicollis
- Closterus giganteus
- Closterus godeli
- Closterus grandidieri
- Closterus insularis
- Closterus isakensis
- Closterus jordani
- Closterus laevis
- Closterus lameerei
- Closterus laticornis
- Closterus latior
- Closterus leyi
- Closterus longior
- Closterus longiramis
- Closterus mixtus
- Closterus oculatus
- Closterus orientalis
- Closterus perplexus
- Closterus plagiatus
- Closterus popei
- Closterus promissiramis
- Closterus ratovosoni
- Closterus rothschildi
- Closterus rugosus
- Closterus serraticornis
- Closterus sikorai
- Closterus simplicicornis
- Closterus skidmorei
- Closterus sogai
- Closterus striolatus
- Closterus viettei
- Closterus wittmeri